# زهور وسط الغبار (فلم)
زهور وسط الغبار (بالإنجليزية: Blossoms in the Dust) هو فيلم دراما تم إنتاجه في الولايات المتحدة وصدر في سنة 1941.

## بطولة
- غرير غارسون

### ترشيحات وجوائز
| السنة | الحدث  | الفئة     | النتيجة |
| ----- | ------ | --------- | ------- |
|       | أوسكار | أفضل فيلم | ترشـيـح |

## وصلات خارجية
- زهور وسط الغبار على موقع IMDb (الإنجليزية)
- زهور وسط الغبار على موقع روتن توميتوز (الإنجليزية)
- زهور وسط الغبار على موقع Turner Classic Movies (الإنجليزية)
- زهور وسط الغبار على موقع أول موفي (الإنجليزية)
- زهور وسط الغبار على موقع فيلمافينيتي (الإسبانية)
- زهور وسط الغبار على موقع قاعدة بيانات الأفلام السويدية (السويدية)
- زهور وسط الغبار على موقع قاعدة بيانات الفيلم (الإنجليزية)
- زهور وسط الغبار على موقع ليتربوكسد (الإنجليزية)
- زهور وسط الغبار على موقع كينوبويسك (الروسية)